# Komisariat Straży Granicznej „Gorzyce”
Komisariat Straży Granicznej „Gorzyce” – jednostka organizacyjna Straży Granicznej pełniąca służbę ochronną na granicy polsko-czechosłowacka w latach 1928–1939.

## Geneza
Na wniosek Ministerstwa Skarbu, uchwałą z 10 marca 1920 roku, powołano do życia Straż Celną. Proces tworzenia Straży Celnej trwał do końca 1922 roku. Początek działalności Straży Celnej na Śląsku datuje się na dzień 15 czerwca 1922 roku. W tym dniu polscy strażnicy celni w zielonych mundurach i rogatywkach wkroczyli na ziemia przyznane Polsce. W nocy z 16 na 19 czerwca 1922 roku Straż Celna przejęła ochronę granicy polsko niemieckiej na Śląsku. W ramach Inspektoratu Straży Celnej „Rybnik” zorganizowany został komisariat Straży Celnej „Gorzyce”}. Pierwszym kierownikiem komisariatu był komisarz Mikołaj Kmieć.
W drugiej połowie 1927 roku przystąpiono do gruntownej reorganizacji Straży Celnej. W praktyce skutkowało to rozwiązaniem tej formacji granicznej.
Rozkazem nr 4 z 30 kwietnia 1928 roku w sprawie organizacji Śląskiego Inspektoratu Okręgowego dowódca Straży Granicznej gen. bryg. Stefan Pasławski powołał komisariat Straży Granicznej „Gorzyce”, który przejął ochronę granicy od rozwiązywanego komisariatu Straży Celnej.

## Formowanie i zmiany organizacyjne
Rozporządzeniem Prezydenta Rzeczypospolitej Polskiej Ignacego Mościckiego z 22 marca 1928 roku, do ochrony północnej, zachodniej i południowej granicy państwa, a w szczególności do ich ochrony celnej, powoływano z dniem 2 kwietnia 1928 roku Straż Graniczną.
Rozkazem nr 4 z 30 kwietnia 1928 roku w sprawie organizacji Śląskiego Inspektoratu Okręgowego dowódca Straży Granicznej gen. bryg. Stefan Pasławski przydzielił komisariat „Gorzyce” do Inspektoratu Granicznego nr 16 „Rybnik” i określił jego strukturę organizacyjną.
W czerwcu 1929 roku w Skarbeńsku utworzono ekspozyturę placówki SG „Godów”, a Moszcenicy utworzono posterunek informacyjny dla pododcinków placówek „Moszczenica” i „Ruptawa”.
Rozkazem nr 10 z 5 listopada 1929 roku w sprawie reorganizacji Śląskiego Inspektoratu Okręgowego komendant Straży Granicznej płk Jan Jur-Gorzechowski określił numer i nową strukturę komisariatu.
Rozkazem nr 1 komendanta Straży Granicznej z 12 stycznia 1931 roku przemianowano placówkę II linii Moszczenica na placówkę I linii.
W 1931 roku zlikwidowano placówkę II linii „Wodzisław”, a jej miejsce utworzono posterunek informacyjny.
Rozkazem nr 3 z 31 grudnia 1938 roku w sprawach reorganizacji jednostek na terenach Śląskiego, Zachodniomałopolskiego i Wschodniomałopolskiego okręgów Straży Granicznej, a także utworzenia nowych komisariatów i placówek, komendant Straży Granicznej płk Jan Gorzechowski, działając na podstawie upoważnienia Ministra Skarbu z 14 października 1938 roku zarządził przeniesienie siedzib komendy obwodu „Bielsko” do Cieszyna, a komisariatu i placówki II linii „Gorzyce” do Bogumina. Ponadto komisariat „Cieszyn” miał zorganizować nowe placówki linii w miejscowościach: Bogumin, Wierzbice, Pudlów. Placówka I linii „Olza” przeszła do Komisariatu „Lubomia”.

## Służba graniczna
Sąsiednie komisariaty:
- komisariat Straży Granicznej „Kornowac” ⇔ komisariat Straży Granicznej „Zebrzydowice” – 1928

## Kierownicy/komendanci komisariatu
| stopień  | imię i nazwisko      | okres pełnienia służby | kolejne stanowisko   |
| -------- | -------------------- | ---------------------- | -------------------- |
| kom.     | Cezary Nowicki       | był w 1932             |                      |
| kom.     | Zygmunt Horyszkowski | był XI 1937            |                      |
| aspirant | Tadeusz Klimowski    | - 29 X 1938            | komisariat „Bogumin” |

## Struktura organizacyjna
Organizacja komisariatu w kwietniu 1928:
- komenda – Gorzyce
- placówka Straży Granicznej I linii „Olza”
- placówka Straży Granicznej I linii „Gorzyczki”
- placówka Straży Granicznej I linii „Godów”
- placówka Straży Granicznej I linii „Ruptawa”
- placówka Straży Granicznej II linii „Wodzisław”
- placówka Straży Granicznej II linii „Gorzyce”

Organizacja komisariatu w listopadzie 1929:
- 3/16 komenda – Gorzyce
- placówka Straży Granicznej I linii „Olza” → w 1938 przeszła do komisariatu „Lubomia”
- placówka Straży Granicznej I linii „Gorzyczki”
- placówka Straży Granicznej I linii „Godów”
- placówka Straży Granicznej I linii „Skobieńsk”
- placówka Straży Granicznej II linii „Gorzyce”